# Ježov (okres Pelhřimov)
Obec Ježov (německy Jeschow) se nachází v okrese Pelhřimov v Kraji Vysočina. Žije zde 69 obyvatel.

## Historie
První písemná zmínka o obci pochází z roku 1352. V té době se nazývala Gezow, později také Gezkow, což znamená Ježův dvůr. V roce 1911 byla postavená místní škola, která byla uzavřena v roce 1972. Při sčítání obyvatel v roce 1910 zde bylo 32 stavení a 210 obyvatel.

## Pamětihodnosti
- Kostel svaté Lucie – Jedná se o jediný kostel v České republice, který je zasvěcený sv. Lucii.[5] První písemná zmínka je v seznamu farních kostelů v řečickém děkanátu z roku 1350. Gotický kostel byl zbarokizován v 18. století.[4]
- Hospoda (Klubovna) – Bývalá škola
- Historická zvonice (dřevěná)